# Range Rover Velar

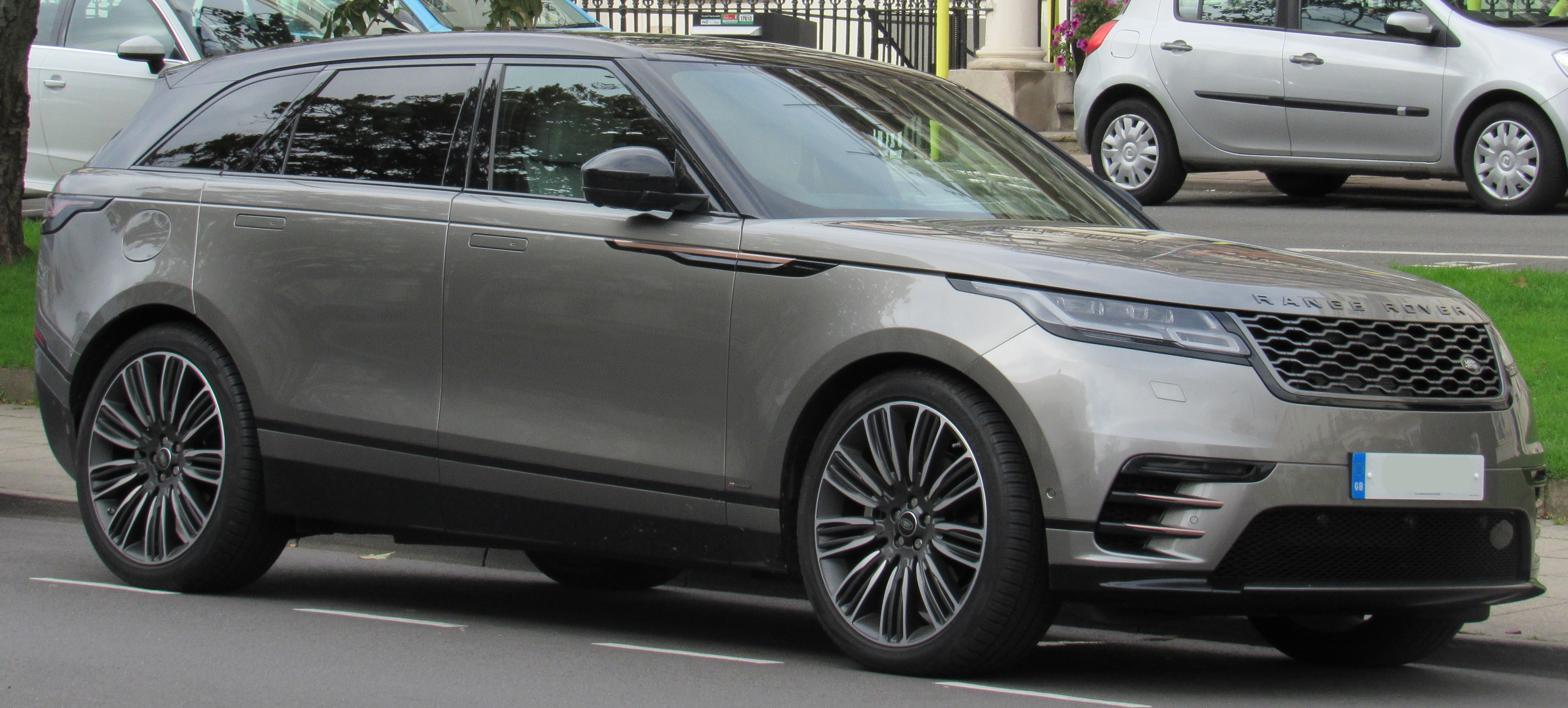
Range Rover Velar

El Range Rover Velar es un todoterreno de lujo de 5 puertas de la marca automovilística Land Rover Range Rover que inaugura la nueva línea de diseño que Range Rover está llevando a cabo en todos sus últimos modelos como en el nuevo Evoque.
Salió al mercado a principios de 2017.
Se sitúa entre el Range Rover Evoque y el Range Rover Sport y es el modelo más reciente sacado por la marca Range Rover. 
Tiene motores gasolina y diésel desde 180 CV hasta 300CV con 4 o 6 cilindros.
Tiene cinco tipos de acabados que son: R-dynamic, Velar, Velar S, Velar SE, Velar HSE, además del Autobiography, el acabado tope de gama de Range Rover.
Aunque sus medidas sean 4.803 de Largo x 1.665 de Alto x 1.959 de Ancho, solo cuenta con una variante de 5 plazas y un gran maletero de 632 litros, de los más grandes de su segmento.
Los competidores de este Range Rover son el Audi Q5, Mercedes Benz GLC, BMW X3 o Volvo XC60, aunque si en medidas nos basamos podríamos compararlo con BMW X5, Mercedes Benz GLE o Porsche Cayenne.
El precio base en España para configurar un Range Rover Velar parte desde los 59.831 euros y con todos los extras puede llegar a unos 125.000 euros.
- Datos: Q28843797
- Multimedia: Land Rover Range Rover Velar / Q28843797